# El ánima palenquera
El Ánima Palenquera es una película colombiana de tipo documental del año 1994.

## Sinopsis
El ánima palenquera nos cuenta los ritos y creencias de la población de San Basilio de Palenque, su sincretismo religioso de elementos africanos y cristianos, en el que la muerte y el baile son ejes fundamentales de la cultura de los palenqueros.